# Silverdal

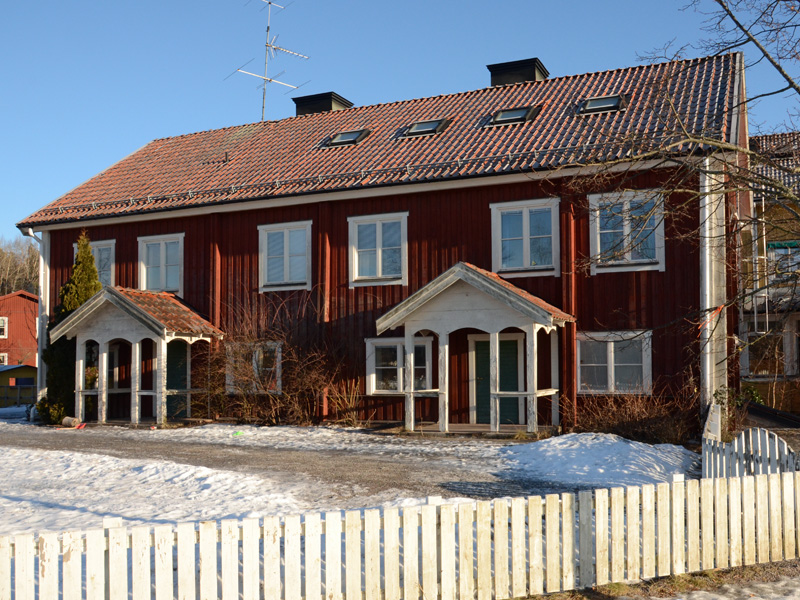
Silverdals gård, som givit området dess namn

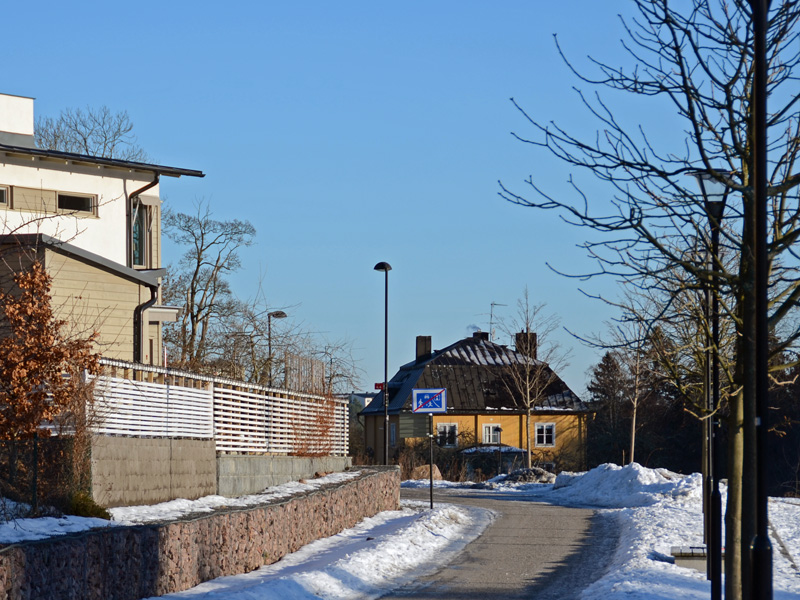
Rådan - sedd från det moderna Silverdal

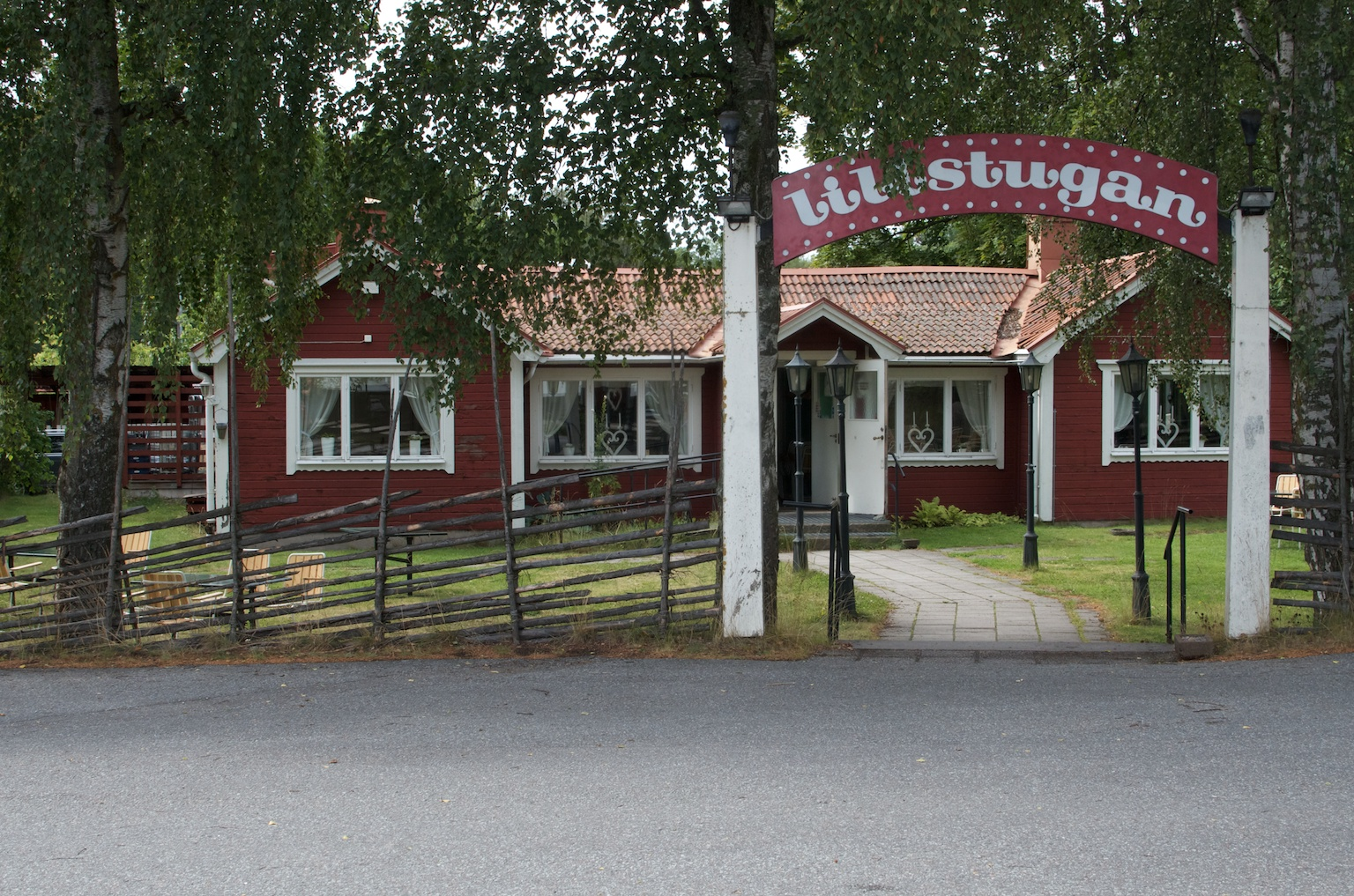
Restaurangen Lillstugan

Silverdal är ett område och tidigare torp i kommundelen Helenelund i Sollentuna kommun. Det är beläget omedelbart öster om E4:ans motorväg och ostkustbanans järnväg och väster Edsviken. 1989 började planerna för exploateringen av området. Projektet gavs först namnet Margreteborg, men namnet byttes senare till det nuvarande - Silverdal.  I området som idag heter Silverdal låg torpen Rådan och Silverdal som båda med tiden utvecklades till gårdar.

## Historia
Torpet Silverdal är belagt sedan 1730-talet men då först med namnet Skogsdal. Redan efter några år byts namnet till Silverdal.
Namnet Silverdal kom enligt legenden från drottning Kristina, historien berättar att när unga drottning Kristinas kröningståg passerade 1650 tappade hennes häst en av sina silverskor i området. Platsen döptes till Silverdal. Det är mycket osannolikt att det ligger någon sanning bakom historien eftersom Silverdal inte ligger på vägen mellan Ulriksdal, som kröningståget utgick ifrån, och Stockholm.
Silverdals gård, vars ursprungliga byggnad ligger nära Silverdalvägen, har varit krog, tingshus och lanthandel. Mot slutet av 1700-talet och i början av 1800-talet utvecklades Silverdal till krog och den rörelsen drevs fram till 1860. Efter det blev byggnaden lanthandel som sedan lades ned i slutet av 1950-talet. Av alla byggnaderna på den stora gården, återstår bara manbyggnaden och den lilla smedjan.
Torpet Rådan omnämns första gången 1599, marken tillhörde Kymlinge gård som lydde under Jacobsdal (sedermera Ulriksdal). 
Rådan började som ett torp för att i tur och ordning bli rättarboställe (sent 1600-tal), herrgård (mitten av 1700-talet), internatskola (1890), militärförläggning (1940-talet) och polishögskola (1970)..  Sollentuna kommun förvärvade Rådan 1989 och det möjliggjorde att området väster om Rådan exploaterades till ett modernt bostadsområde.
Lillstugan byggdes 1919 av slaktare Johansson på Margareteborg åt dottern Margareta som ville öppna konditori. Tillsammans med sin man drev hon Lillstugan ända fram till 1945. Lars Teodor Nylén tog då över rörelsen och kaféets gäster var främst militärer, lastbilschaufförer och knuttar. Som knuttehak figurerar Lillstugan i filmen ’’Farlig kurva”” från 1952 med Varg-Olle Nygren. År 1954 övertog Arvid Norberg kaférörelsen. 1980 byggde han ut Lillstugan och kaféet förändrades då till ett värdshus. I november 1995 brann Lillstugan, men den var åter uppbyggd 1996.

## Silverdal blir bostadsområde

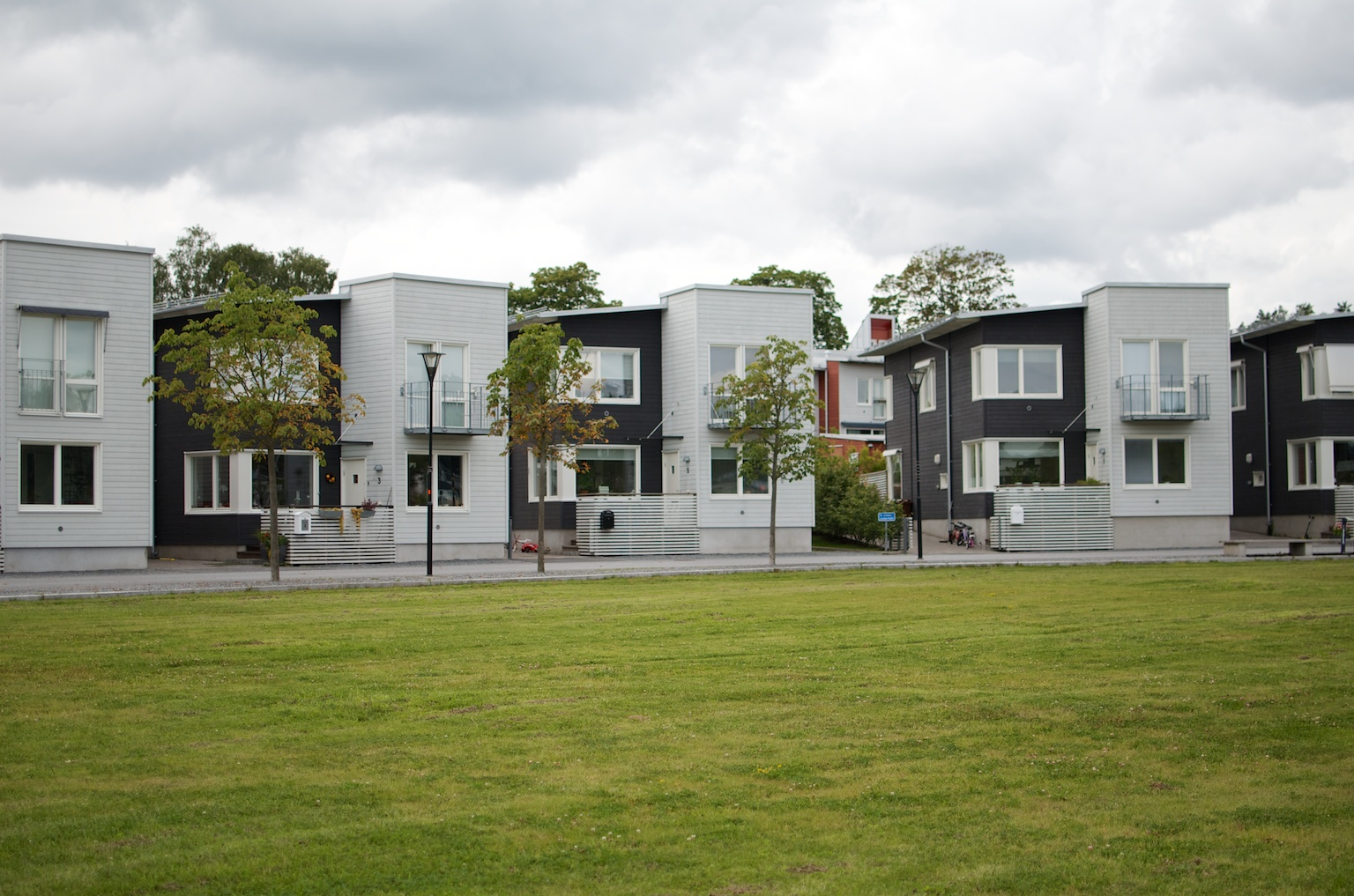
Trädgårdsstaden

Silverdal har byggts som en trädgårdsstad och innehåller såväl bostäder som skolor och arbetsplatser. I Silverdals byggs ca 1000 bostäder och 65 000 m² kommersiella lokaler med ett etappvis färdigställande från 2002. Till en början gjordes bedömningen att äldre människor med utflugna barn skulle flytta dit och planeringstonvikten lades på äldreboenden. När husen började säljas under 2002 upptäcktes att nästan samtliga som flyttade in var småbarnsföräldrar med ett eller två barn, och ett akut behov av dagisplatser uppkom.
Området har kritiserats för att vara trafikfarligt på grund av genomfartstrafiken. Gångvägarnas sträckning tätt mellan vägarna och radhusen i kombination med de trånga infarterna mellan husen har kritiserats för att utsätta gångtrafikanter för fara. Även etableringen av en skola inom området har ådragit sig kritik från de boende. Kritik kring buller och säkerhet har riktats mot att området ligger nära Polishögskolans skjutbana.
Den ursprungliga planen för Silverdal har reviderats ett antal gånger och utbyggnaden fortsätter. 2023 ansågs den ursprungliga planen vara genomförd.

## Religiösa byggnader och griftegården
I området ligger Silverdals griftegård som fram till 1960 var Svea livgardes garnisonskyrkogård. 1969 invigdes Silverdalskapellet, som ritats av Lage Knape. På begravningsplatsen är Harry Martinson och Ted Gärdestad begravna.

## Utbildning
I Silverdal finns flera skolor: Futuraskolan Rådan (fristående tvåspråkig skola, årskurs F-9), Silverbäckens skola (fristående skola, årskurs F-9), Utbildning Silverdal (kommunal skola, årskurs F-9) och Utbildning Silverdal (kommunal grundskola för elever med Aspergers syndrom, årskurs 1-9).

## Företag
År 2005 flyttade läkemedelsföretaget Pfizer sitt svenska huvudkontor till Silverdal.